# 1911年大奖赛赛季
1911年大奖赛赛季（英語：1911 Grand Prix season）包括在美国和欧洲举办的大奖赛赛事。第一届印第安纳波利斯500于印第安纳波利斯赛道举办，美国大奖赛则在萨凡纳举办。
萨尔特汽车俱乐部组织了1911年法国大奖赛。这场比赛不被认为是正统的法国大奖赛，因为它是独立于从1906年开始由法国汽车俱乐部举办的当时被称为法国汽车俱乐部大奖赛的官方法国大奖赛的赛事。

## 赛季回顾

### 其他大奖赛
| 日期    | 比赛       | 赛道   | 冠军车手          | 冠军制造商 |
| ------- | ---------- | ------ | ----------------- | ---------- |
| 5月14日 | 弗洛里奥盾 | 马多涅 | 埃内斯托·切伊拉诺 | SCAT       |
| 7月23日 | 法国大奖赛 | 勒芒   | 维克托·埃梅里     | 菲亚特     |